# تومسوبا (میسیسیپی)
تومسوبا (به انگلیسی: Toomsuba) مکانی در ایالت میسیسیپی کشور ایالات متحده آمریکا است که جمعیت آن در سرشماری سال ۲۰۱۰ میلادی، ۷۷۳
نفر بوده‌است.